# Melipotes ater
Melipotes ater là một loài chim trong họ Meliphagidae.